# District d'Andelfingen
Le district d'Andelfingen est un district du canton de Zurich en Suisse.

## Histoire
Le district actuel est créé en 1814. Le premier district d'Andelfingen, ayant existé sous la République helvétique, n'avait pas le même territoire.

## Communes
| Nom                  | N° OFS | Population (décembre 2023) |
| -------------------- | ------ | -------------------------- |
| Andelfingen          | 291    | +003 578,                  |
| Benken               | 22     | +000853,                   |
| Berg am Irchel       | 23     | +000600,                   |
| Buch am Irchel       | 24     | +001 032,                  |
| Dachsen              | 25     | +001 971,                  |
| Dorf                 | 26     | +000721,                   |
| Feuerthalen          | 27     | +003 811,                  |
| Flaach               | 28     | +001 488,                  |
| Flurlingen           | 29     | +001 514,                  |
| Henggart             | 31     | +002 325,                  |
| Kleinandelfingen     | 33     | +002 203,                  |
| Laufen-Uhwiesen      | 34     | +001 813,                  |
| Marthalen            | 35     | +001 953,                  |
| Ossingen             | 37     | +001 703,                  |
| Rheinau              | 38     | +001 290,                  |
| Stammheim            | 292    | +002 902,                  |
| Thalheim an der Thur | 39     | +001 026,                  |
| Trüllikon            | 40     | +001 095,                  |
| Truttikon            | 41     | +000470,                   |
| Volken               | 43     | +000384,                   |
| Total                | Total  | +032 732,                  |